# Maurizio Benedetto Olivieri
Padre Maurizio Benedetto Olivieri, O.P. (Acelle, 24 febbraio 1769 – Roma, 27 settembre 1845) è stato un religioso, presbitero e funzionario italiano al servizio della Santa Sede.

## Biografia
Entrò nell'ordine dei frati predicatori presso il convento di San Domenico a Modena. All'Università di Bologna studiò filosofia, teologia ed ebraico. Il 17 dicembre 1791 ricevette gli ordini sacri. Si laureò in teologia con una dissertazione sulla versione ebraica della Bibbia, sostenendo uno studio comparativo del testo sacro anche in altre lingue (come il siriaco, aramaico, greco antico e latino) sulla linea del suo contemporaneo don Giovanni Bernardo De Rossi.
Negli anni successivi fu docente di teologia morale e dogmatica in vari conventi. Fu chiamato all'Università Sapienza di Roma come professore di Antico Testamento ed al Pontificio Collegio Urbano. Fece parte della Pontificia Accademia di San Tommaso d'Aquino sostituendo il cardinale Cosimo Corsi in cui tenne varie lectio contro il razionalismo di tipo illuminista.
Appassionato alla letteratura fu anche membro dell’Accademia dell'Arcadia, con il nome di Anassimandro Lisio, e delle Accademia letteraria di Milano e dell'Accademia di Firenze.
Fu forte critico di Marco Mastrofini di cui tentò di confutare l'opera Methaphysica sublimior de Deo Trino sul concetto della Trinità. Durante l'occupazione francese di Roma si rifiutò contrastò la secolarizzazione attuata dai Bonaparte restando fedele a papa Pio VII esiliato.
Il 1º settembre 1820 fu nominato commissario generale del Sant'Uffizio, partecipando al fervido dibattito che portò all'accettazione della teoria eliocentrica di Copernico, di cui egli era sostenitore, sulla base di alcune opere di Giuseppe Settele.
Fu anche consultore della Congregazione dell’Indice per la correzione dei libri orientali.
Fu eletto Maestro generale dell'Ordine dei predicatori che lasciò poco dopo poiché in contrasto con papa Gregorio XVI.
Morì a Roma il 27 settembre 1845.